# Spoorlijn Lussac-les-Châteaux - Saint-Saviol
De spoorlijn Lussac-les-Châteaux - Saint-Saviol was een Franse spoorlijn van Lussac-les-Châteaux naar Saint-Saviol. De lijn was 62,7 km lang en heeft als lijnnummer 607 000.

## Geschiedenis
De lijn werd in gedeeltes geopend door de Compagnie du chemin de fer de Paris à Orléans, van Charroux naar Saint-Saviol op 15 november 1886 en van Lussac-les-Châteaux naar Charroux op 10 augustus 1891.
Het personenvervoer werd opgeheven op 15 mei 1939. Goederenvervoer werd in gedeeltes opgeheven vanaf 1951. Alleen een kort gedeelte van 500m is sinds 2015 nog in gebruik voor agrarisch vervoer. 

## Aansluitingen
In de volgende plaatsen is of was er een aansluiting op de volgende spoorlijnen:
Lussac-les-Châteaux
RFN 604 000, spoorlijn tussen Mignaloux-Nouaillé en Bersac
Le Vigeant
RFN 608 000, spoorlijn tussen Roumazières-Loubert en Le Vigeant
Saint-Saviol
RFN 570 000, spoorlijn tussen Paris-Austerlitz en Bordeaux-Saint-Jean